# Імре Сийкей
Барбіл Імре Сийкей (угор. Barbély Székely Imre; 8 травня 1823, Матійово, Україна — 8 квітня 1887, Будапешт) — піаніст і композитор.

## Діяльність
Імре Сийкей народився 8 травня 1823 року в Матійово, Закарпаття. Він був учнем Йожефа Меркла. Будучи молодим митцем, у 1836 році він виступав у «звукових забавах» Національного казино. На початку 1840-х років він був учителем музики родини Телекі в Дьомре, а в 1845 році він також представлений композитором на концерті в Національному театрі. У 1846 році він поїхав до Трансильванії, а потім за кордон. Під час подорожей за кордон він перебував у Парижі разом з Іде Ремені в 1847 р. І довший час жив у Лондоні, де також звучали його композиції. Він повернувся в Пешт в 1852 році, звідки на короткий час знову повернувся до Лондона. У 1853 році він на постійно оселився у Пешті. Він був приватним вчителем дітей ерцгерцога Альбрехта, а з 1879 р. і до смерті викладачем фортепіано в Національному театрі. Помер у Будапешті 8 квітня 1887 року.